# Ніжинський полковник Золотаренко
Ніжинський полковник Золотаренко (рос. Нежинский полковник Золотаренко) — російськомовна повість українського письменника Євгена Гребінки, в основу якої покладений літописний сюжет «Історії русів». Вперше твір опублікований у 1842 році.

## Сюжет
Події повісті розгортаються в середині ХVII століття. В Україні під проводом гетьмана Богдана Хмельницького триває визвольна війна проти Речі Посполитої.
Козаків полковника Івана Золотаренка, які вирушають у похід під Смоленськ, проводжає увесь Ніжин. Та старі козаки бачать погану прикмету, коли кінь полковника падає на коліна.
Проте війська Івана Золотаренка швидко долають опір ворогів та підкорюють багато міст, і врешті беруть в облогу Старий Бихів. Невдовзі серед козаків поширюються чутки, що Старий Бихів здається. В цей час старий козак розповідає історію про сестру полковника Любку, яка полюбила сусіда, польського шляхтича Францішека. Дізнавшись про це Золотаренко прогнав його, але сестра почала сумувати та невдовзі померла.
Тим часом в обложеному козаками Золотаренка Старому Бихові до органіста місцевого костелу Томаша, який був найкращим стрілком, приходить ксьондз. Він розповідає Томашеві про можливість навчання його сина та запрошує підійти опівночі до костелу для подальшої розмови. В костьолі незнайомий чернець-єзуїт пропонує Томашу вбити полковника Золотаренка. За це він обіцяє взяти до навчання його сина. Томаш погоджується.
При отриманні ключів від міста, Іван Золотаренко гине від пострілу Томаша. Його тіло привозять для поховання у Корсунь і залишають у церкві. Та під час вечірньої служби церква згорає, а люди довгий час згадують схожу на Францішека, фігуру у мантії, яка спостерігала за пожежею.

## Сприйняття
Кандидат філософських наук Віталіна Нікітенко у своїй роботі зауважує, що «…у відміну від європейських історичних творів, повість „Ніжинський полковник Золотаренко“ пройнята глибоким патріотизмом, акцентує історичну самобутність українського народу, національну свідомість».